# Полін Фредерік
Беатріс Полін Фредерік (англ. Pauline Frederick, при народженні Ліббі (англ. Beatrice Pauline Libbey; 12 серпня 1883 — 19 вересня 1938) — американська акторка.

## Біографія
Народилася в Бостоні єдиною дитиною в сім'ї Річарда О. і Лоретти С. Ліббі. Після розлучення батьків в 1897 році залишилася з матір'ю. З юних років була зачарована театром, через що була віддана на навчання в школу акторської майстерності міс Бланшар, хоча батько був проти її захоплення і рекомендував їй стати вчителькою. Після того, як вона почала професійну акторську кар'єру, він позбавив її спадщини. За це в 1908 році акторка змінила своє прізвище на Фредерік.
Дебютувала як акторка в 17 років, а до кінця 1910-х вже була відома в театральних колах Нью-Йорка. У 1915 році дебютувала в кіно. Більшу частину своїх ролей зіграла в німих фільмах, серед яких «Белла Донна» (1915), «Одрі» (1916), «Сафо» (1917), «Воскресіння» (1918), «Світ ревучий річки» (1919) і «Три жінки» (1924). З появою звукового кіно її появи в кіно стали рідшими, і найбільш пам'ятні ролі вона зіграла в картинах Цей сучасний вік (1931), «Рамона» (1936) і «Спасибі, містер Мото» (1937). У 1932 році Фредерік повернулася на Бродвей, і наступні роки театральної кар'єри багато гастролювала США, Європою та Австралією.
Особисте життя акторки було пов'язане з шлюбними і фінансовими проблемами. Попри те, що за роки своєї кар'єри в кіно вона заробила мільйон доларів, в 1933 році Фредерік оголосила про своє банкрутство. Акторка була у п'ятьох шлюбах, перші чотири завершилися розлученням, а в п'ятий чоловік помер в 1934 році.
Останні роки життя Фредерік страждала від астми, через що її здоров'я постійно погіршувався, і вона була змушена все менше займатися кар'єрою. Ударом для неї стала смерть матері в 1937 році. 
У вересні 1938 року після чергового нападу астми Полін Фредерік померла в будинку своєї тітки в Беверлі-Гіллз у віці 55 років. Її внесок у кіноіндустрію США відзначений зіркою на Голлівудській алеї слави.

## Вибрана фільмографія
- 1920 — Жінка в кімнаті 13 / The Woman in Room 13 — Лаура Брюс
- 1924 — Одружена кокетка / Married Flirts — Неллі Вейн
- 1927 — Гніздо / The Nest — місіс Гамільтон
- 1931 — Цей сучасний вік / This Modern Age — Діана «Ді» Вінтерс